# Buforrestia obovata
Buforrestia obovata är en himmelsblomsväxtart som beskrevs av John Patrick Micklethwait Brenan. Buforrestia obovata ingår i släktet Buforrestia och familjen himmelsblomsväxter. Inga underarter finns listade.